# 容山县
容山县，中国古县名。
唐朝至德二载（757年）以安仁县改名，治所在今广西壮族自治区玉林市西北。属平琴州，后属党州。北宋开宝五年（972年），一作七年（974年）废入南流县。 